# Hans Gutzwiller
Hans Gutzwiller (* 5. März 1913 in Arlesheim; † 6. Juli 1988 in Basel; heimatberechtigt in Therwil) war ein Schweizer Altphilologe und Gymnasialrektor.

## Leben
Hans Gutzwiller ist der Sohn des Realschullehrers Otto Gutzwiller und Marie Dettwiler. Er absolvierte die Matura am Gymnasium am Münsterplatz in Basel und studierte anschließend Altphilologie und Germanistik an den Universitäten Basel, Heidelberg und Pisa. 1939 wurde er zum Dr. phil. promoviert und erlangte das Lehrdiplom für mittlere und höhere Schulen.
Während des Zweiten Weltkriegs leistete Gutzwiller Vikariate und Aktivdienst als Kommandant. 1945 heiratete er die aus Elgg (Kanton Zürich) stammende Annemarie Kätterer. Er erarbeitete mit Walter Schrank das Lateinlehrmittel Gymnasium Latinum. 1946 bis 1973 war er Rektor des Humanistischen Gymnasiums.
Gutzwiller war Befürworter der Wiedervereinigung der Halbkantone Basel-Stadt und Basel-Landschaft, weshalb er von 1960 bis 1968 im Verfassungsrat beider Basel wirkte. Von 1976 bis 1982 war er Präsident des Kuratel der Universität Basel.
Sein Sohn Felix Gutzwiller, der am Humanistischen Gymnasium die Matur absolvierte, ist Ständerat der FDP in Zürich und ehemaliger Präsident der FDP-Fraktion in der Bundesversammlung.

## Schriften
- Die Neujahrsrede des Konsuls Claudius Mamertinus vor dem Kaiser Julian. Text, Uebersetzung und Kommentar (= Basler Beiträge zur Geschichtswissenschaft. Bd. 10). Helbing & Lichtenhahn, Basel 1942 (Dissertation, Universität Basel).
- (mit Walter Schrank) Gymnasium Latinum. Übungsbuch zur lateinischen Formenlehre und elementaren Syntax. 2 Bände. Erziehungsdepartement Basel-Stadt, Basel 1944/45.
- Friedrich Nietzsches Lehrtätigkeit am Basler Pädagogium, 1869–1876. In: Basler Zeitschrift für Geschichte und Altertumskunde. Bd. 50 (1951), S. 148–224 (doi:10.5169/seals-116377).
- Hans Gutzwiller: 50 Jahre Basler Schule unter dem Schulgesetz vom 4. April 1929. In: Basler Stadtbuch 1979, S. 202–212.
- Carl Jacob Burckhardts Basler Gymnasialjahre 1902–1908. In: Basler Zeitschrift für Geschichte und Altertumskunde. Bd. 80 (1980), S. 145–172 (doi:10.5169/seals-118021)